# Stachyridopsis
Stachyridopsis là một chi chim trong họ Timaliidae.

## Các loài
Chi này gồm có các loài:
- Stachyridopsis rufifrons
- Stachyridopsis ruficeps
- Stachyridopsis ambigua
- Stachyridopsis chrysaea
- Stachyridopsis pyrrhops
- Stachyridopsis rodolphei